# الکساندر بوگرا
الکساندر بوگرا (انگلیسی: Alexander Bugera؛ زادهٔ ۸ اوت ۱۹۷۸) بازیکن فوتبال اهل آلمان است.
از باشگاه‌هایی که در آن بازی کرده‌است می‌توان به باشگاه فوتبال بایرن مونیخ، باشگاه فوتبال دویسبورگ، باشگاه فوتبال کایزرسلاوترن، و باشگاه فوتبال بایرن مونیخ ۲ اشاره کرد.
وی همچنین در تیم ملی فوتبال زیر ۲۱ سال آلمان بازی کرده‌است.